# Epigenes (Mondkrater)
Epigenes ist ein Einschlagkrater auf dem Mond im nördlichsten Teil der Mondvorderseite. Er liegt südlich des Kraters Anaxagoras und nordwestlich der Kraterebene von W. Bond.
| Buchstabe | Position          | Durchmesser | Link |
| --------- | ----------------- | ----------- | ---- |
| A         | 67° N, 0,42° W    | 18 km       |      |
| B         | 68,47° N, 3,24° W | 11 km       |      |
| D         | 68,35° N, 0,14° O | 10 km       |      |
| F         | 67,09° N, 8,15° W | 5 km        |      |
| G         | 68,96° N, 7,04° W | 5 km        |      |
| H         | 69,5° N, 6,35° W  | 7 km        |      |
| P         | 65,48° N, 5,49° W | 38 km       |      |

Der Krater wurde 1935 von der IAU nach dem griechischen Astronomen Epigenes von Byzanz benannt.

## Weblinks

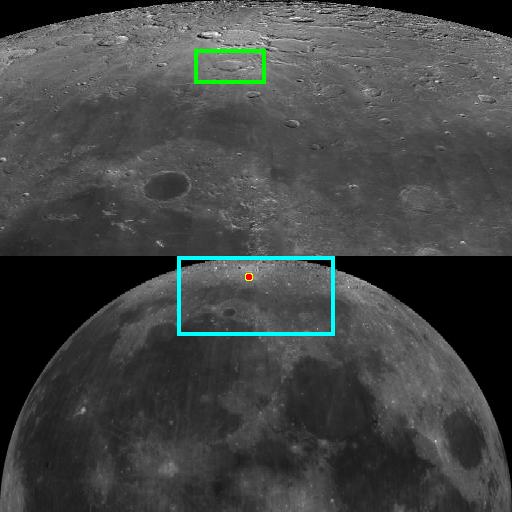
Lage von Epigenes